# Skylar Gaertner
Skylar Gaertner (* 13. Mai 2004 in New York City, New York) ist ein US-amerikanischer Schauspieler. Er erlangte durch seine Rolle in der Netflix-Serie Ozark Bekanntheit.

## Werdegang
Als Vierjähriger hatte Gaertner seine ersten Auftritte in den Fernsehserien Lipstick Jungle und Law & Order: New York. 2011 hatte er im Film Locke & Key seine erste Kinorolle. Es folgten mehrere Auftritte in den Serien The Americans und Marvel’s Daredevil sowie in weiteren Kinofilmen. Von 2017 bis 2022 verkörperte er in allen vier Staffeln der Netflix-Serie Ozark mit „Jonah Byrde“ den Sohn eines Geldwäschers.

## Filmografie
- 2008: Lipstick Jungle (Fernsehserie, eine Episode)
- 2008: Law & Order: New York (Fernsehserie, eine Episode)
- 2011: Team Umizoomi (Fernsehserie, eine Episode)
- 2011: CSI: Vegas (Fernsehserie, eine Episode)
- 2011: Locke & Key
- 2012: Person of Interest (Fernsehserie, eine Episode)
- 2013: Nurse Jackie (Fernsehserie, eine Episode)
- 2014: They Came Together
- 2014: The Americans (Fernsehserie, 2 Episoden)
- 2014: Alex of Venice
- 2014: Every Secret Thing
- 2015: Sleeping with Other People
- 2015: I Smile Back
- 2015: 1956 (Kurzfilm)
- 2015, 2018: Marvel’s Daredevil (Fernsehserie, 4 Episoden)
- 2016: The Ticket
- 2017–2022: Ozark (Fernsehserie, 44 Episoden)